# Viișoara (Vaslui)
Pour les articles homonymes, voir Viișoara.
Viișoara est une commune du județ de Vaslui en Roumanie.